# スティーヴ・ホイットマイア
スティーヴ・ホイットマイア（Steve Whitmire、1959年9月24日 - ）は、ジョージア州のアトランタ出身の人形使い。

## 出演作品

### テレビ
1978年-1981年
- マペット・ショー（リゾ、リップス、他）

1983年-1987年
- フラグルロック（ウェンブリー・フラグル、犬のマック、フランジ、マーロン、他）

1989年
- ジム・ヘンソンのファンタジー・ワールド（ビーン・バニー、ウォールドー、他）

1991年-1994年
- 恐竜家族（リッチフィールド（人形劇のみ）、他）

1993年-2014年
- セサミストリート（アーニー（2代目）、カーミット、他）

1996年-1998年
- マペット放送局（カーミット、リゾ、ビーカー、他）

2002年
- マペットのメリー・クリスマス（カーミット、リゾ、ビーカー、スタトラー（人形劇のみ）、他）

2005年
- マペットのオズの魔法使い（カーミット、リゾ、ビーカー、スタトラー、他）

2015年-2016年
- ザ・マペッツ（カーミット、リゾ、スタトラー、リップス、他）

### 映画
1979年
- マペットの夢みるハリウッド

1979年
- マペットの大冒険/宝石泥棒をつかまえろ!（リゾ、リップス）

1982年
- ダーククリスタル（科学者）

1984年
- マペットめざせブロードウェイ!（リゾ、他）

1986年
- ラビリンス/魔王の迷宮（火狼（人形劇のみ）、ラルフ（人形劇のみ））

1990年
- ジム・ヘンソンのウィッチズ/大魔女をやっつけろ!（ルーク（人形劇のみ））

1992年
- マペットのクリスマス・キャロル（カーミット、リゾ、ビーン・バニー、ビーカー、ベリンダ・クラチット、他）

1996年
- マペットの宝島（カーミット、リゾ、ビーカー、パイク、他）
- エルモのクリスマス（カーミット）

1999年
- ゴンゾ宇宙に帰る（カーミット、リゾ、ビーカー、他）
- エルモと毛布の大冒険（アーニー、他）

2002年
- カーミットのどろんこ大冒険（カーミット、ジャック・ラビット、他）

2011年
- ザ・マペッツ（カーミット、リゾ、スタトラー、リップス、ニュースマン、リンク、他）

2014年
- ザ・マペッツ2/ワールド・ツアー（カーミット、リゾ、スタトラー、リップス、ニュースマン、リンク、他）